# Lot (rivière)
Pour les articles homonymes, voir Lot.
Le Lot (prononcé [lɔt], en occitan Òlt ou Òut, est une rivière française du sud du Massif central, affluent en rive droite de la Garonne. Il a donné son nom aux départements français du Lot et du Lot-et-Garonne. C'est la deuxième rivière la plus longue entièrement en France après la Marne. Il traverse cinq départements, que sont la Lozère, l'Aveyron, le Cantal, le Lot et le Lot-et-Garonne, compris dans les régions Occitanie, Auvergne-Rhône-Alpes et Nouvelle-Aquitaine.

## Hydronymie
Les graphies anciennes pour désigner la rivière sont Oltis à l'époque gallo-romaine, et à l'époque mérovingienne Ulda fluvius au VIe siècle et Ulta au VIe siècle. Sa vallée et ses rives sont appelées in valle oliti en 942, ripam oltis à la fin du Xe siècle. La rivière se nomme déjà fluvi d'out en 1201.
L'hydronyme Lot provient du mot roman, passé au français d'oil ou ancien français, et à l'occitan. Le mot hérite d'une racine gauloise simplifiée ultérieurement en Olt, comme en témoignent les appellations rive d'Out, fleuve d'Out, rive d'Olt ou pays d'Olt. La forme francisée s'explique par une agglutination de l'article.
En Roumanie, l'Olt (roumain : Olt ; latin : Aluta ou Alutus) est un affluent du Danube. L'Olténie, une région de la Valachie au sud de la Roumanie, lui doit son nom.

## Géographie

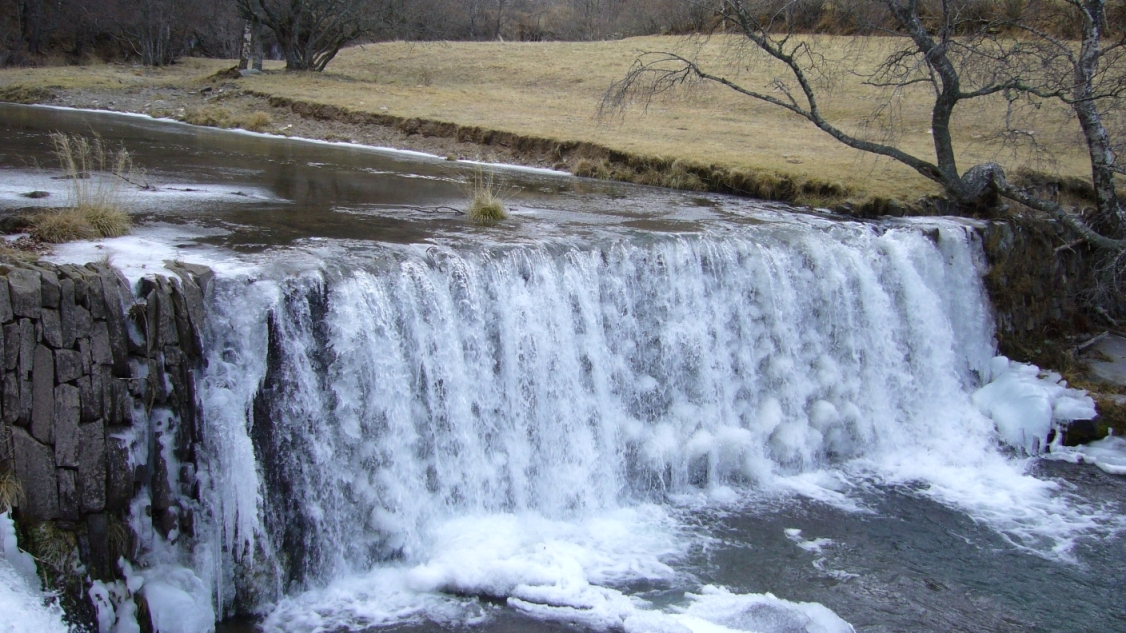
Le Lot au pied du mont Lozère, proche de Saint-Julien-du-Tournel

Le Lot prend sa source sur le versant sud de la montagne du Goulet en Lozère à l'altitude approximative de 1 300 m, dans une zone de tourbières, et se jette dans la Garonne dans le département de Lot-et-Garonne.
Cours : 485 km de long pour 300 km à vol d’oiseau de sa source à son confluent, à Aiguillon.
Le Lot se distingue notamment par ses longs méandres et ses boucles qui commencent à partir de Cajarc dans le Lot et serpentent jusqu'à Fumel en Lot-et-Garonne.
Les bordures du Causse Comtal dominent en escarpement la vallée du Lot, dont le talus montre des couches horizontales marno-calcaires sur un socle de micaschistes plus ou moins gneissiques. Ce talus met en évidence la discordance hercynienne, où des calcaires et marnes du Jurassique inférieur reposent sur les roches métamorphiques paléozoïques de micaschistes et de gneiss.
Les versants exposés au Sud portent encore la marque d'aménagements réalisés pour en permettre la mise en valeur agricole : il s'agit pour l'essentiel de terrasses soutenues par un réseau de murets de pierres sèches et destinées à la culture de la vigne et des arbres fruitiers (vergers). Ces espaces sont aujourd’hui souvent abandonnés et retournent à la friche et à la forêt. Le fond de vallée, plus large, a permis en revanche une mise en valeur agricole plus importante : de petites parcelles, destinées au maraîchage, à la culture sous serre et à la fruiticulture, s'y succèdent encore de nos jours.

### Départements et principales villes traversés
- Lozère : Mont Lozère et Goulet, Chadenet, Badaroux, Mende, Balsièges, Barjac, Cultures, Esclanèdes, Chanac, Les Salelles, Banassac et La Canourgue.
- Aveyron : Saint-Geniez-d'Olt-et-d'Aubrac, Sainte-Eulalie-d'Olt, Saint-Côme-d'Olt, Espalion, Estaing, Entraygues-sur-Truyère, Capdenac-Gare.
- Cantal : Vieillevie (la rivière sépare le Cantal de l'Aveyron sur quelques kilomètres, au nord de Conques).
- Lot : Soturac, Touzac, Vire-sur-Lot, Grézels, Puy-l'Evêque, Pescadoires, Lagardelle, Bélaye, Castelfranc, Albas, Luzech, Caïx, Parnac, Douelle, Cahors, Saint-Cirq-Lapopie, Capdenac, Cajarc, Mercuès.
- Lot-et-Garonne : Montayral, Fumel, Saint-Vite, Penne-d'Agenais, Saint-Sylvestre-sur-Lot, Villeneuve-sur-Lot, Bias, Casseneuil, Sainte-Livrade-sur-Lot, Le Temple-sur-Lot, Fongrave, Castelmoron-sur-Lot, Granges-sur-Lot, Lafitte-sur-Lot, Clairac, Bourran, Aiguillon.

### Bassin versant
Dans les cinq départements de l'Aveyron, du Cantal, du Lot, du Lot-et-Garonne et de la Lozère, le Lot traverse cent-trente-et-une communes (131).

### Organisme gestionnaire
L'organisme gestionnaire est l'EPTB Lot : Syndicat Mixte du bassin du Lot, anciennement Entente Interdépartementale du Bassin du Lot, créée en 1980 et issue de l'Association pour l'Aménagement de la vallée du Lot créée en 1969.

## Principaux affluents

Le Lot à Luzech.

| - Ruisseau de l'Altaret (rd), 11,4 km - Ruisseau de l'Esclancide (rd), 12 km - le Bouisset (rd), 12,1 km - Rieucros d'Abaïsse (rd), 11,7 km - le Bramont (rg), 25,4 km - La Ginèze (rd), 10 km - la Colagne (rd), 58,4 km - le Doulou (rd), 19,2 km - Ruisseau de Mardonenque (rd), 15,1 km - Le Merdanson (rd), 17,7 km - Ruisseau des Mousseaux (rd), 19,8 km - la Boralde de Saint-Chély-d'Aubrac (rd), 25,2 km - la Boralde Flaujaguèse ou Boralde de Flaujac (rd), 29,3 km - Ruisseau d'Esparrou (rd), 10,4 km - la Coussane (rd), 23,1 km - Ruisseau d'Amarou (rd), 12 km | - la Truyère (rd), 167,2 km - Ruisseau de la Daze (rg), 13,3 km - Ruisseau Combenousse (rd), 12,8 km - L'Auze (rd), 18,3 km - le Dourdou de Conques (rg), 83,7 km - Le Mourjou (rd), 12,1 km - Ruisseau de Limou (rg), 15,1 km - le Riou mort (rg), 23,1 km - La Diège (rg), 19,1 km - Ruisseau de Cavagnet (rg), 13,8 km - le Célé (rd), 104,4 km - le Vers (rd), 23 km | - Ruisseau des Valses (rg), 22,5 km - le Vert (rd), 29,4 km - Le Lissourgues (rg), 10,5 km - Ruisseau de Saint-Matré (rg), 10,6 km - la Thèze (rd), 26,6 km - la Lémance (rd), 34,5 km - le Boudouyssou (rg), 32 km - La Masse de Pujol (rg), 14,7 km - la Lède (rd), 54,1 km - La Bausse (rg), 15,8 km - Le Salabert (rg), 11,9 km - Le Chautard (rg), 13,5 km |

## Hydrologie
Son alimentation, surtout pluviale, explique les sautes de son débit, les crues brutales d'automne ou de printemps qui peuvent prendre, parfois, un caractère catastrophique.

### Le Lot à Villeneuve-sur-Lot
Le débit du Lot a été observé sur une période de 64 ans (1937-2000) à Villeneuve-sur-Lot, ville du département de Lot-et-Garonne, située à une cinquantaine de kilomètres de son confluent avec la Garonne. Le bassin versant de la rivière est de 10 700 km2 à cet endroit (sur 11 254).
Le module de la rivière à Villeneuve-sur-Lot est de 151 m3/s.
Le Lot présente des fluctuations saisonnières de débit très importantes, avec des crues d'hiver-printemps, portant le débit mensuel moyen situé entre 193 et 289 m3/s, de fin novembre à début mai inclus, avec un maximum en février, et des basses eaux d'été, de juillet à septembre, avec une baisse du débit moyen mensuel atteignant le plancher de 32,5 m3/s au mois d'août.

### Étiage ou basses eaux
Le VCN3 peut cependant chuter jusqu'à 6,4 m3/s, en cas de période quinquennale sèche, ce qui est fort bas.
Toutefois, depuis 1989, une convention entre l'Entente Interdépartementale du Bassin du Lot et EDF permet de déstocker des volumes d'eau, depuis les grands barrages hydroélectriques de la Truyère et du Lot amont, durant les mois les plus secs (juillet, août, septembre et octobre). Cette convention ne concerne directement que l'aval de la confluence Lot et Truyère, soit l'aval d'Entraygues-sur-Truyère. L'objectif est d'assurer le multi-usage de l'eau sur le Lot, tout en intégrant les activités présentes sur les retenues hydroélectriques d'où provient le soutien d'étiage,.

### Crues

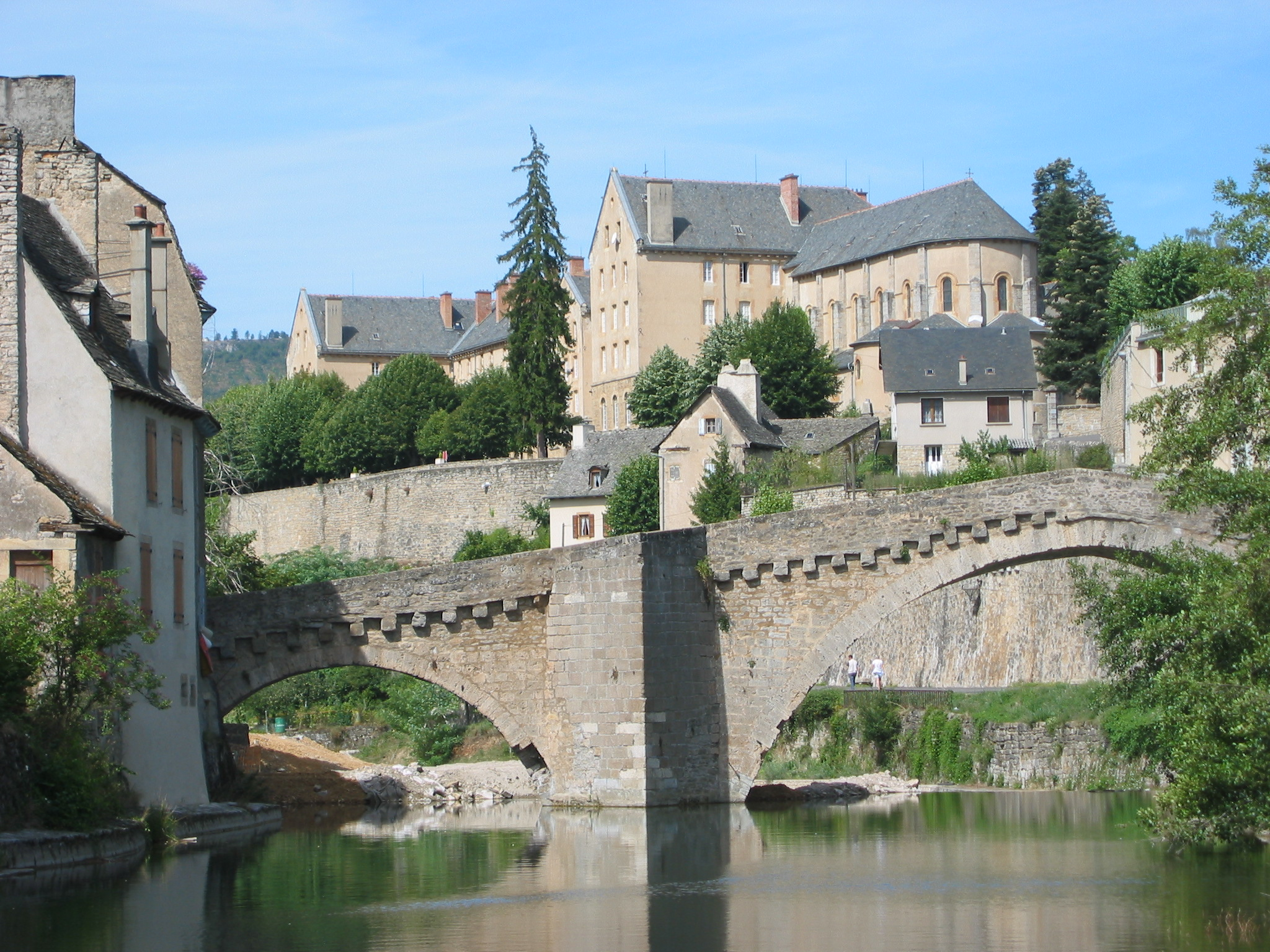
Le Pont Notre-Dame à Mende en Lozère.

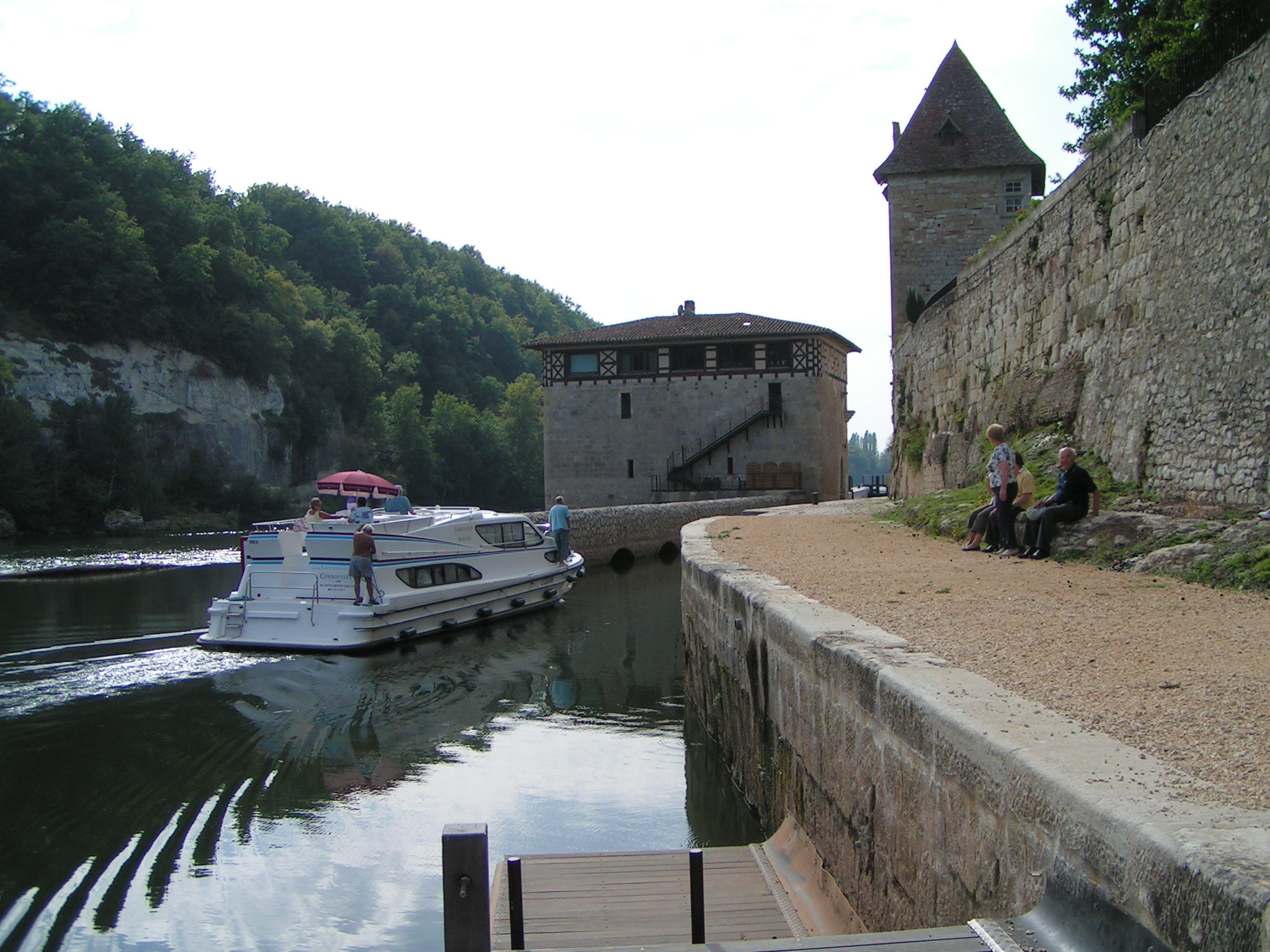
Écluse de Lustrac.

D'autre part les crues peuvent être violentes. En effet, le débit journalier maximal enregistré a été de 2 450 m3/s le 4 décembre 1976. Le QIX 10 est de 2 000 m3/s, soit quatre fois celui de la Marne en fin de parcours. Quant au QIX 50, il se monte à 2 800 m3/s, près de trois fois plus que celui de l'Yonne à son confluent, rivière pourtant réputée pour ses excès.
À titre de comparaison, le QIX 10 de l'Oise à Pont-Sainte-Maxence près de Paris, dans la partie terminale de son cours, vaut 560 m3/s, tandis que son QIX 50 est de 750 m3/s. Le QIX 10 comme le QIX 50 du Lot sont près de quatre fois supérieurs.

### Lame d'eau et débit spécifique
La lame d'eau écoulée dans le bassin du Lot est de 446 millimètres annuellement, ce qui est assez élevé et supérieur à la moyenne d'ensemble de la France, comme l'ensemble des rivières issues du Massif Central français. Le débit spécifique (ou Qsp) se monte à 14,1 litres par seconde et par kilomètre carré de bassin, un peu moins que son voisin le Tarn (15,1).

### Soutien d'étiage du Lot domanial
À la fin des années 70, pour remédier aux étiages sévères dont souffre le Lot et permettre ainsi le développement d’activités économiques sur le bassin, plusieurs solutions furent envisagées, dont la construction d’un barrage, porté par l’Entente Lot, à St-Géniez-d'Olt. (Dès 1935, lors des grandes réalisations de barrages hydroélectriques sur le Lot, parmi les projets envisagés figurait déjà le site en amont de Saint-Geniez-d'Olt, ce site avait été écarté en raison de la moins bonne fiabilité du sous sol, le site de Castelnau-Lassouts avait été préféré).
Finalement, la solution pratiquée fut le déstockage d’eau à partir des grandes retenues d’EDF, sur les branches Lot-amont et Truyère, qui permet, par le biais d’une convention entre EDF et l’Entente, de réalimenter le Lot à partir de l'aval d'Entraygues-sur-Truyère (aval confluence Lot et Truyère).
Pour compenser la perte d’exploitation liée au soutien d’étiage, l’Entente a versé à EDF une participation financière d’un montant de 18,5 millions d’euros (121,4 millions de francs, valeur 1994). Cette somme permet tous les ans, depuis 1989, de bénéficier du soutien d’étiage et ce jusqu’à la fin des concessions hydroélectriques d’EDF sur les branches Lot et Truyère (cf. terme de la convention).
Ce soutien d'étiage doit assurer, et assure, tous les enjeux suivants :
- la qualité de l'eau, avec le respect des Débits d'Objectifs d'Etiage (DOE) ;
- les prélèvements pour l'eau potable, et ce sans interruption ;
- les prélèvements pour l'eau industrielle ;
- des prélèvements nécessaires à l'irrigation, avec la priorité d'assurer la continuité, car des interruptions peuvent mettre en péril certaines productions : 20 000 ha sont concernés, dont plus des deux-tiers en Lot-et-Garonne[13] ;
- la pratique continue de la navigation fluviale : chiffre d'affaires annuel, direct et induit, de l'ordre de 7 millions d'euros (chiffres de 2001[14]) ;
- la pratique du canoë-kayak sur le Lot : chiffre d'affaires annuel, direct et induit, supérieur à 7 millions d'euros (chiffres de 2001[14]).

L'objectif du soutien d'étiage est d'assurer le bon fonctionnement des écosystèmes aquatiques tout en maintenant le multi-usage de l'eau. Ceci sans que les déstockages, provenant de certaines grandes retenues hydroélectriques du Lot amont et de la Truyère, ne soient lésées (cf. activités économiques). En effet, certaines côtes touristiques (cote minimale du plan d'eau durant la période touristique) ont été actées à l'intérieur de la convention de soutien d'étiage. Ceci afin que la solidarité amont/aval puisse pleinement s'exercer.
En fonction des conditions hydrologiques de la saison de soutien d’étiage, l’Entente Lot a la possibilité de cumuler un volume d’eau (jusqu’à 33 millions de mètres cubes) et de la déstocker ensuite en fonction des besoins. En moyenne, il est déstocké un peu moins de 17 millions de mètres cubes par an sur le Lot durant la période estivale (du 1er juillet jusqu'au 31 octobre), grâce à la convention entre l'Entente Lot et EDF. Depuis la mise en place de cette réalimentation (1989), qui est la plus ancienne d'Adour-Garonne, il n'a jamais été pris d'arrêté de restriction de prélèvements en eau sur le Lot réalimenté.

## Aménagements et écologie

### Navigation fluviale

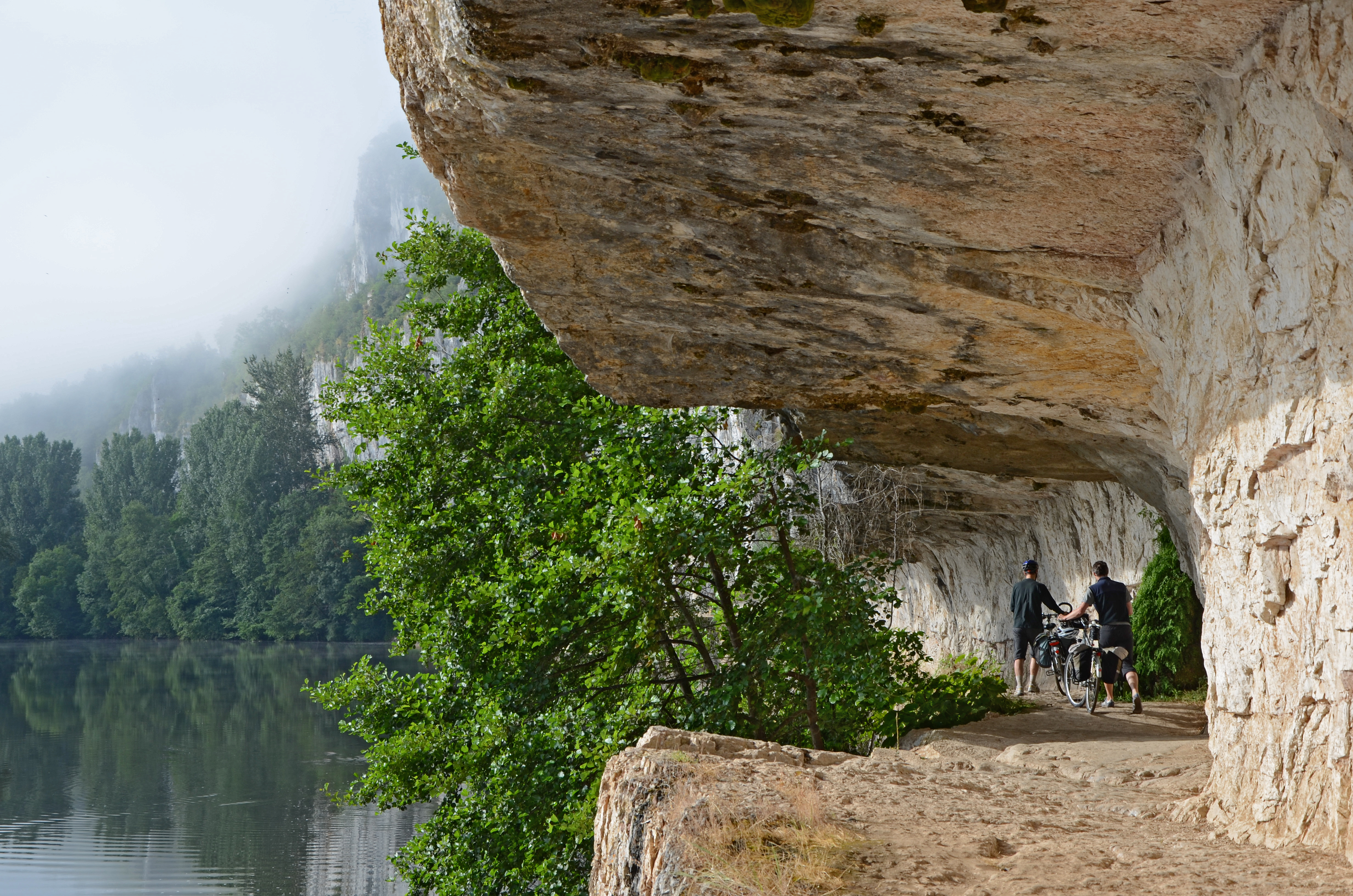
Ancien chemin de halage taillé dans la falaise à Bouzies près de Saint-Cirq-Lapopie.

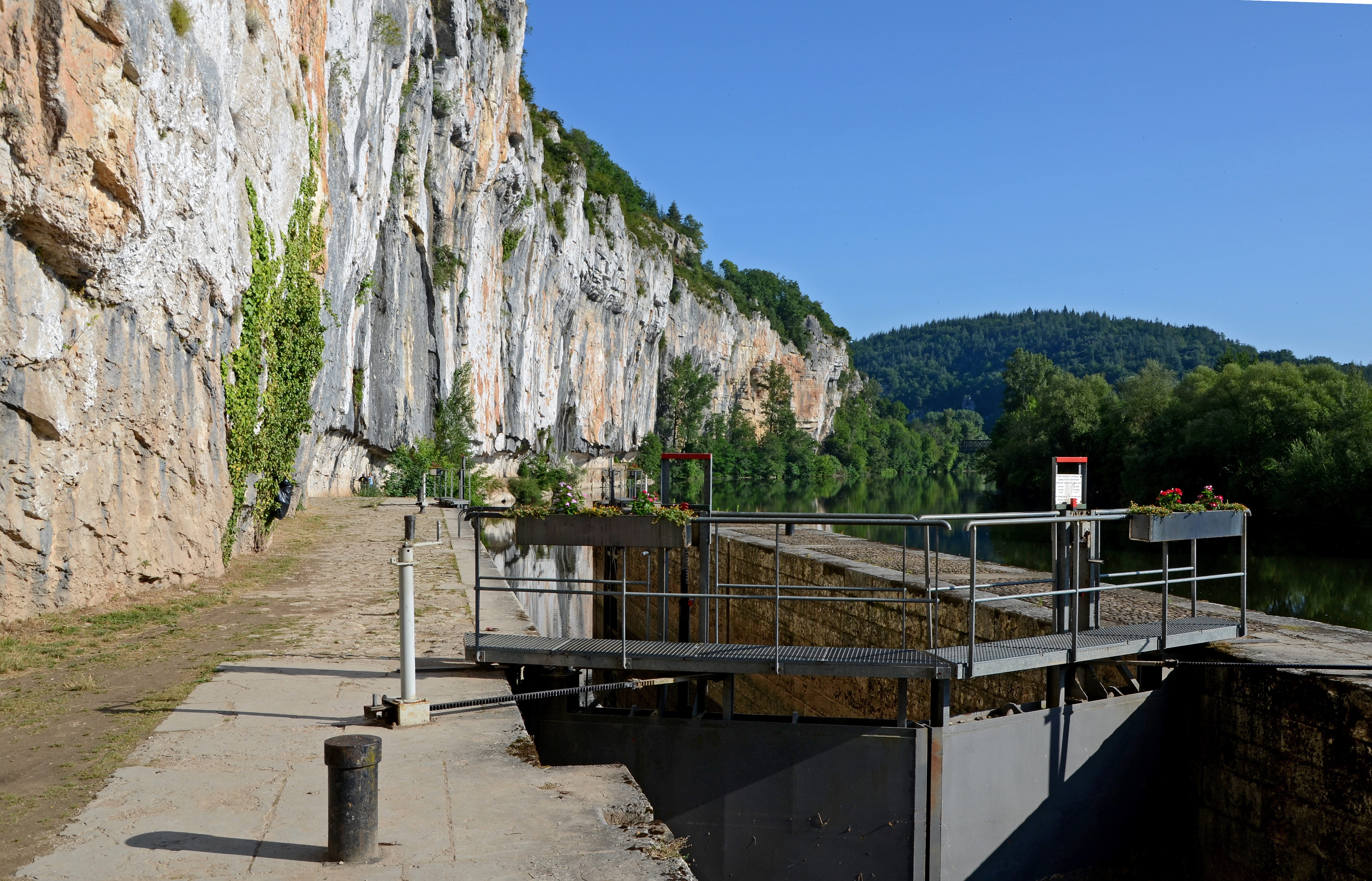
Écluse près de Saint-Cirq-Lapopie.

Avant l'établissement des chemins de fer, le Lot était une très importante voie navigable.
Le Lot fut navigable d'Entraygues-sur-Truyère (Aveyron), au confluent du Lot et de la Truyère, jusqu'à la Garonne à Nicole.
La section d'Entraygues-sur-Truyère à Bouquiès fut utilisée uniquement pour la descente sur des embarcations simples qui étaient revendues, une fois arrivées à destination.
Les premiers aménagements du Lot pour le rendre navigable entre le Quercy et la Garonne ont été entrepris après la prise de possession de l'Agenais par le roi d'Angleterre et duc d'Aquitaine Édouard Ier après le traité d'Amiens. Il fait construire onze barrages sur le Lot à la fin du XIIIe siècle dans le bailliage de Penne, sur un parcours de 22 kilomètres, comme la chaussée d'Orgueil près de Soturac. Pour accaparer les droits de péage, les seigneurs des environs ont fait construire à proximité des édifices fortifiés comme on peut le voir au moulin de Lustrac. Des travaux entrepris au XIVe siècle ont rendu le Lot navigable de Villeneuve-sur-Lot à Aiguillon.
Ces travaux d'aménagements de la partie basse de la vallée du Lot sont repris à la demande de Colbert. Les travaux « extraordinairement pénibles » entrepris entre 1664 et 1669 vont la rendre navigable entre Villeneuve et Cahors en construisant des écluses à la « mode de Hollande », comme celles d'Orgueil, de Meymes, de Grimard, de Lustrac et de Puy-l'évêque. Au total, entre Aiguillon et la frontière avec le Quercy, il y avait douze écluses, huit à la charge du roi et quatre à la charge de propriétaires ayant des moulins sur la rivière (procès-verbal de la visite des écluses de 1767). L'ordonnance de Louis XIV sur le fait des Eaux et Forêts du 13 août 1669 a réaffirmé que les rivières faisaient partie du domaine royal et a permis d'entamer les rénovations nécessaires à la navigabilité des rivières.
À partir de Bouquiès (commune de Decazeville), des aménagements importants furent réalisés pour acheminer le charbon et les produits sidérurgiques du bassin de Decazeville vers Bordeaux par la Garonne et le Canal de Garonne. Le 27 novembre 1832, le directeur général des ponts et chaussée a chargé Jean Claude Pellegrini, ingénieur en chef des ponts et chaussées du département du Lot de l'étude du projet d'amélioration de la navigation du Lot entre Livinhac-le-Haut et la limite du département de Lot-et-Garonne. La loi du 30 juin 1835 prévoit de rendre navigable le Lot depuis Lévignac jusqu'à son embouchure sur la Garonne. Ces travaux vont commencer à partir de 1838 et durer jusqu'en 1848 en construisant de nouvelles écluses comme celle de Compastié. Trois dérivations souterraines ont été faites à l'amont de Cahors, à Cajarc (370 m), à Montbrun (300 m) et à Capdenac (124 m). Trois dérivations à ciel ouvert ont été creusées à l'aval de Cahors, à Luzech (place du canal), Mercuès et Albas. L'« âge d'or » de la navigation sur le Lot a duré de 1855 à 1865. 300 000 tonnes sont transportées sur le Lot en 1858.
Ce parcours surnommé « La ligne » permit également d'échanger des richesses entre le Massif central et l'Aquitaine. Cette voie navigable fut laissée à l'abandon au début du XXe siècle par suite de la concurrence des chemins de fer, elle fut déclassée en 1926.
Depuis 1991, grâce à une politique de réaménagement, le Lot est à nouveau navigable pour les plaisanciers sur deux sections, de la Garonne à Lustrac pour le département de Lot-et-Garonne et de Luzech à Larnagol pour le département du Lot. L'ouverture d'un nouveau tronçon de Bouillac à Port d'Agrès est prévu pour l'été 2009 dans le département de l'Aveyron. Des travaux d'aménagements sont prévus pour rouvrir le Lot entre Lustrac et Luzech. Neuf écluses devaient ainsi être reconstruites avant 2012 entre Soturac et Castelfranc pour un coût de 13,5 millions de francs. D'autres travaux sont prévus entre La Madeleine et Bouillac et enfin la section Larnagol à La Madeleine devrait suivre. En 2014, la partie du Lot entre Prayssac et Touzac a été rendue navigable pour les bateaux de plaisance et le bief d'Orgueil à Soturac remis en état. En 2015, 40 km du Lot, entre Albas et Soturac sont navigables. Au total, 27 écluses ont été remises en état dans le département du Lot, sur 120 km,. Cette continuité permettra d'assurer la navigation sur le Lot à travers la plaine d'Aquitaine jusqu'au relief verdoyant du Massif central, avec leurs paysages variés et leurs sites touristiques nombreux.
Le Lot est la plus longue rivière canalisée du bassin de la Garonne traversant la Guyenne, le Quercy et le Rouergue (actuelles régions Nouvelle-Aquitaine et Occitanie), avec 297 km classés en voie navigable.

### Hydroélectricité
Le Lot connaît de nombreux barrages sur son parcours. Ils se divisent entre deux catégories, en fonction de leur capacité de production. Le Lot possède un affluent, la Truyère, qui est reconnue d'intérêt national en raison de sa chaîne de production hydroélectrique. Cette dernière influence le Lot, à l'aval d'Entraygues-sur-Truyère, jusqu'à la Garonne. La dénivellation importante de la Truyère et du Lot, en amont d'Entraygues-sur-Truyère, a permis de construire un ensemble de barrage dans des gorges profondes fournissant 10 % de l'hydroélectricité produite en France,,.
Sur le Lot, coexistent deux types statutaires de barrages :
| Ceux relevant d'une concession de l’État : - Castelnau-Lassouts : seul barrage suffisamment important pour fonctionner "en lac" (cf. Hydroélectricité) - Golinhac Aval confluence Lot-Truyère : - Laroque-Bouillac - Capdenac-Gare - Cajarc - Saint-Martin-Labouval - Galessie - Mercues - Luzech - Albas - Floiras - Meymes - Touzac - Fumel - Villeneuve-sur-Lot - Temple-sur-Lot - Clairac | Ceux relevant d'une autorisation de l’État : - Sainte-Hélène - Salelles - Sudres-et-Vidal - Saint-Géniez-d'Olt - Coudoustrène Aval confluence Lot-Truyère : - Moulin-d'Olt - Marcenac - Boisse-Penchot - Assier - Arelles - Frontenac - Montbrun - Calvignac - Saint-Géry - Moulin de Périe, Valentré - Moulin de Cessac - Puy-l'Evêque - Grimard - Saint-Vite - Saint-Joseph - Aiguillon |

### Sites touristiques
| Château de Cénevières                                                                           |                                                                                   | |
|                                                                                                 |                                                                                   | |
| - Château de Bonaguil - Château de Larroque-Toirac - Capdenac - Cardaillac - Conques - Espalion | - Estaing - Grotte du Pech Merle - Luzech - Pont Valentré à Cahors - Puy-l'Évêque | - Saint-Cirq-Lapopie - Saint-Geniez-d'Olt - Sainte-Eulalie-d'Olt - Viaduc de Garabit - Village double de Saint-Santin |

### Activités touristiques

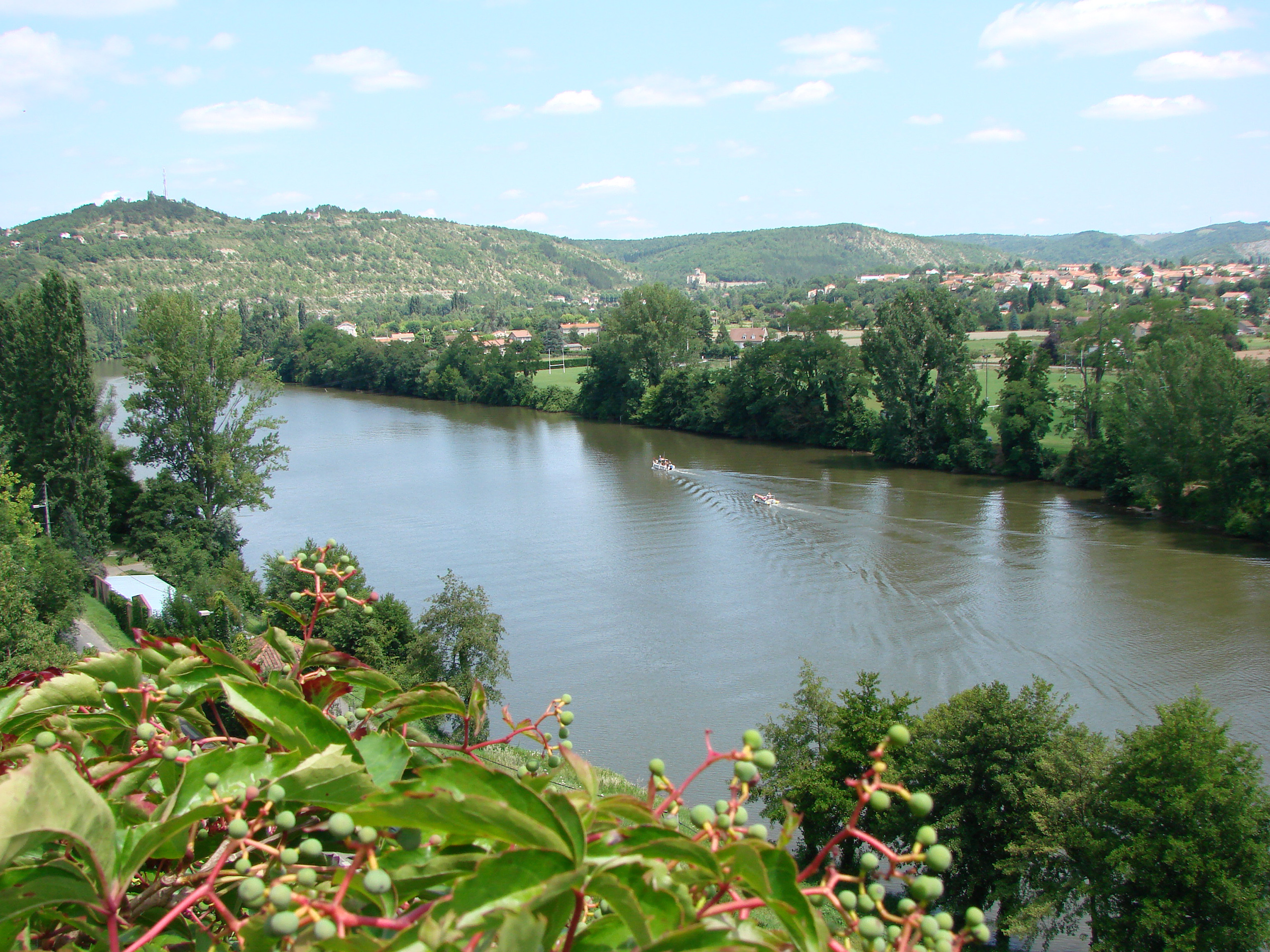
Le Lot aux environs de Cahors.

| - Canoë-kayak - Rafting - Hydrospeed | - Pêche sportive ou de détente - Baignade - Voile | - Aviron - Motonautisme et ski nautique - Navigation fluviale de plaisance | - Paramoteur |

### Le vignoble du Lot
Les côtes de la vallée d'Olt — nom ancien du Lot qu'on retrouve encore dans Saint-Vincent-Rive-d'Olt ou Balaguier-d'Olt — ont été longtemps célèbres pour leurs vignobles.